# Iron Brigade (régiment d'infanterie)
Pour les articles homonymes, voir Iron Brigade.
L'Iron Brigade (« brigade de fer »), aussi connue comme l'Iron Brigade of the West ou la Black Hat Brigade, et initialement King's Wisconsin Brigade, est une brigade d'infanterie dans l'armée du Potomac pendant la guerre de Sécession.
Active sur le théâtre est des opérations orientales, elle est composée de régiments de trois États de l'ouest du pays (États qui sont considérés de nos jours dans le Mid-Ouest). Remarquée pour sa forte discipline, son uniforme distinctif et sa capacité à endurer les combats avec ténacité, l'Iron Brigade a subi le plus fort pourcentage de pertes de toutes les brigades durant la guerre de Sécession. Elle faisait partie du First Army Corps de l'armée de l'Union du Potomac, dirigé par John F. Reynolds. La brigade est commandée par le brigadier-général Solomon Meredith pendant la bataille de Gettysburg.
Le surnom de « brigade de fer », avec sa connotation de combattants inflexibles est donné formellement ou informellement à plusieurs unités de la guerre de Sécession et de conflits ultérieurs. La brigade de fer de l'ouest est l'unité qui a reçu le plus de publicité durable pour l'usage de ce surnom.

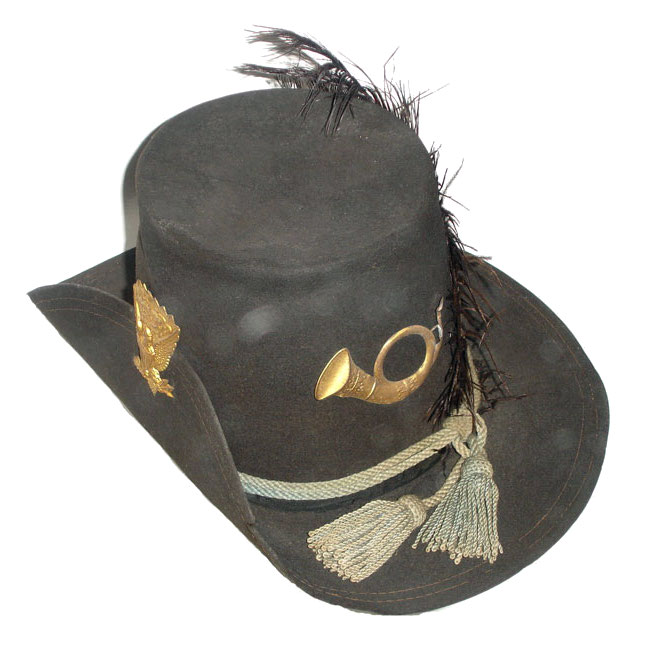
Le chapeau noir, en laine et dur est celui porté le plus connu et facilement identifiable, comme le chapeau porté par la brigade de fer de l'ouest du l'armée de l'Union, qui devient leur marque et fait que ses membres sont connus sous l'appellation de The Black Hats (les chapeaux noirs).

## Surnom de la brigade
La brigade de fer comprend initialement les 2nd, 6th, et 7th Wisconsin Infantry, le 19th Indiana, la batterie B du 4th U.S. Light Artillery, et est rejoint plus tard par le 24th Michigan. Cette composition particulière en hommes, des trois États de l'ouest, fait qu'elle est quelquefois appelée la « brigade de fer de l'ouest ». Ils sont connus, pendant la guerre, comme les « chapeaux noirs », en raison du port du chapeau de Hardee modèle 1858 noir provenant de l'armée régulière plutôt que les képis bleus portés par la plupart des unités de l'armée de l'Union.

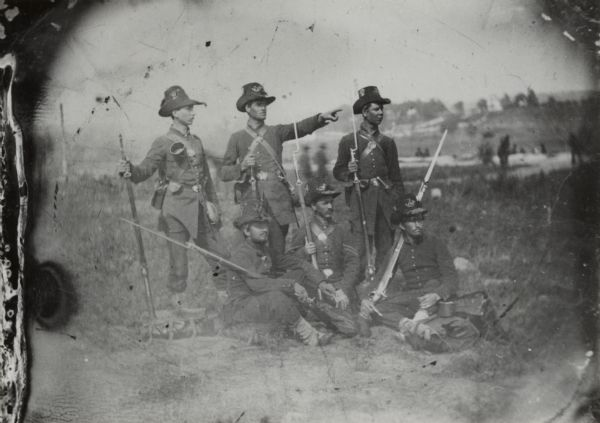
soldats de l'armée de l'Union, du 2nd Wisconsin Infantry, compagnie C, de la brigade de fer, portant un mélange d'uniformes bleus et gris et des chapeau de Hardee. Les uniformes de la milice de l'État sont finalement remplacés pour éviter la confusion avec des soldats confédérés.
À partir d'une photographie rare, endommagée, sur une plaque d'étain
, circa 1861.

La brigade venant entièrement de l'ouest, composée de troupes du Wisconsin, du Michigan et de l'Indiana, gagne son surnom célèbre, alors sous le commandement du brigadier général John Gibbon, qui mène la brigade pour sa première bataille. Le 28 août 1862, pendant les phases préliminaires de la seconde bataille de Bull Run, elle résiste contre les attaques d'une force en supériorité numérique sous les ordres du major général Thomas J. « Stonewall » Jackson à la ferme de Brawner. On dit que l'appellation de « brigade de fer » provient initialement de l'action de la brigade à Turners Gap, pendant la bataille de South Mountain, préliminaire à la bataille d'Antietam en septembre 1862. Le major général Joseph Hooker, commandant le Ier corps, approche le commandant de l'armée du Potomac, la major général George B. McClellan, pour obtenir des ordres. Alors que les hommes de l'ouest avancent sur la route nationale, repoussant la ligne confédérée vers le col, McClellan demande, « qui sont ces troupes qui combattent sur la colline ? », Hooker répond « la brigade du [brigadier] général Gibbon d'hommes de l'ouest ». McClellan déclare « Ils doivent être faits de fer ». Hooker dit que la brigade s'est encore mieux tenue lors de la seconde bataille de Bull Run ; à cela, McClellan dit que la brigade comprend les « meilleures troupes du monde ». Hooker est prétendument exalté et reparti sans ses ordres. Il y a peu d'histoire à propos de l'origine, mais les hommes adoptent immédiatement le nom, qui est rapidement repris dans un article après South Mountain.

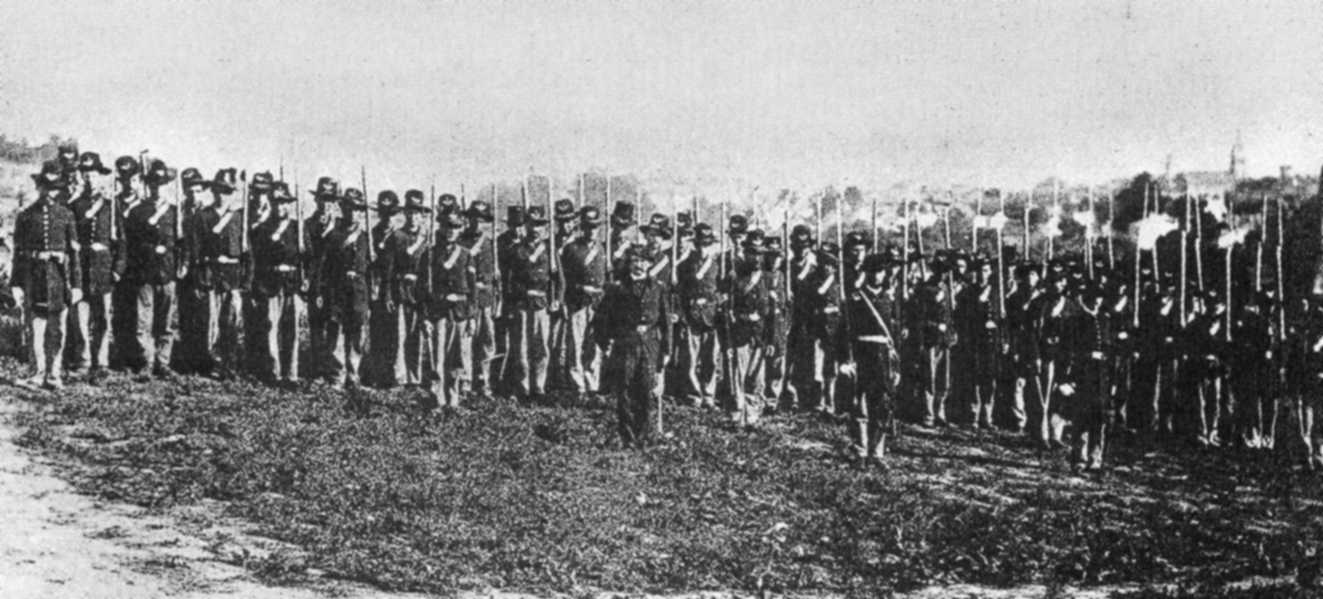
Soldat de l'armée de l'Union de la compagnie I du 7th Wisconsin Infantry, de la brigade de fer en Virginie, 1862.

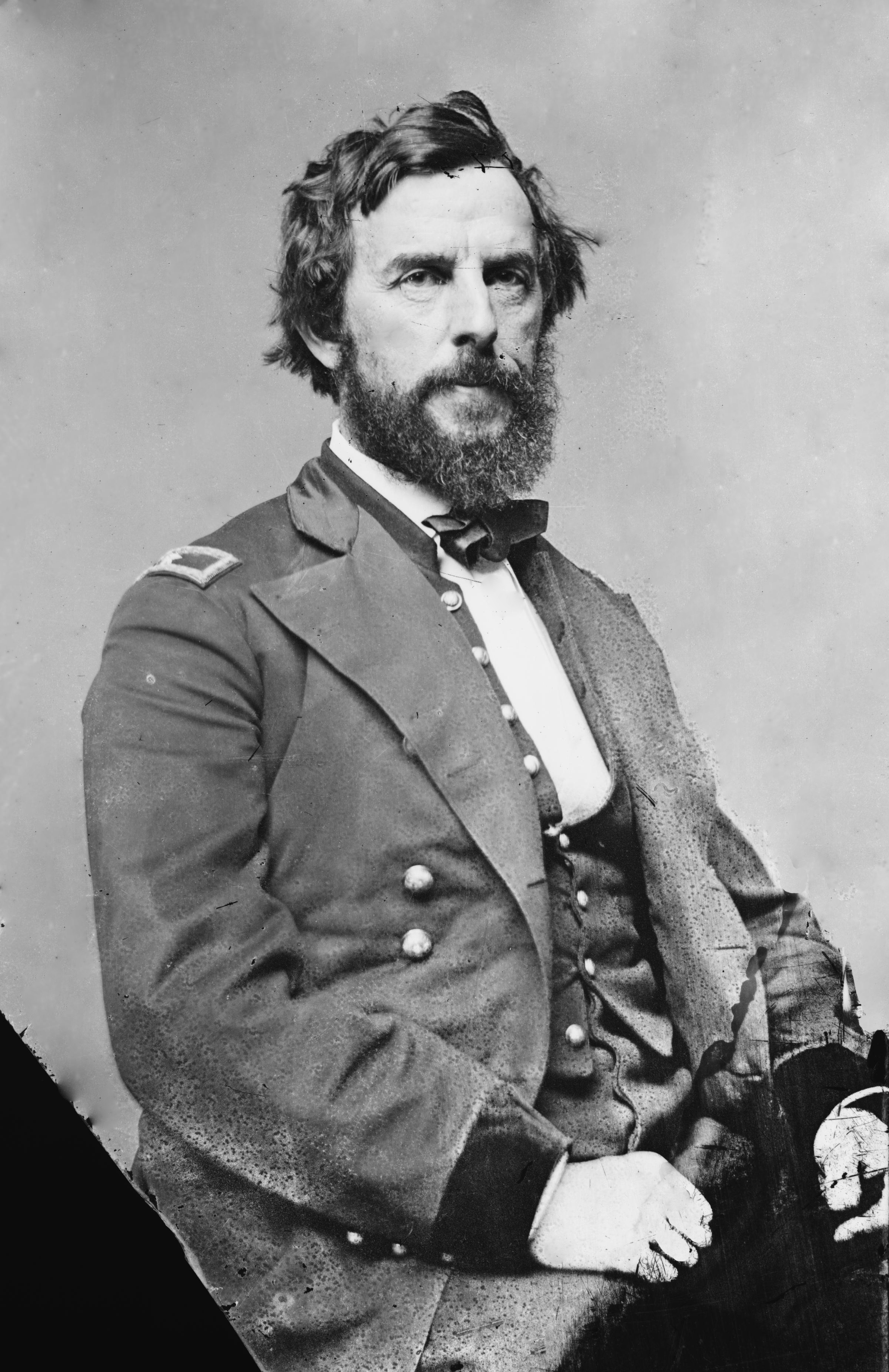
Rufus King, le fondateur et le commandant initial de la brigade de fer du Wisconsin.

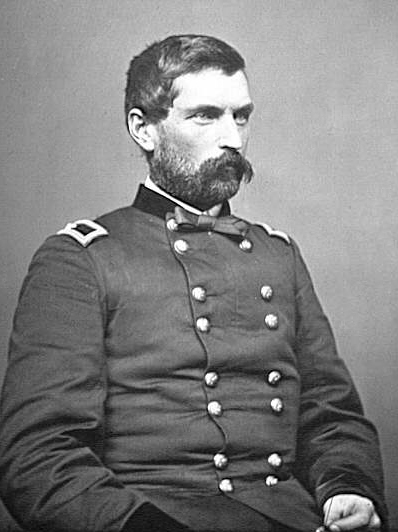
John Gibbon, commandant de la brigade de fer mixte des trois États.

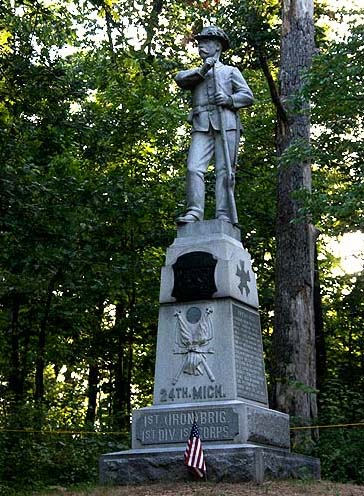
Monument du 24th Michigan, Parc militaire national de Gettysburg.

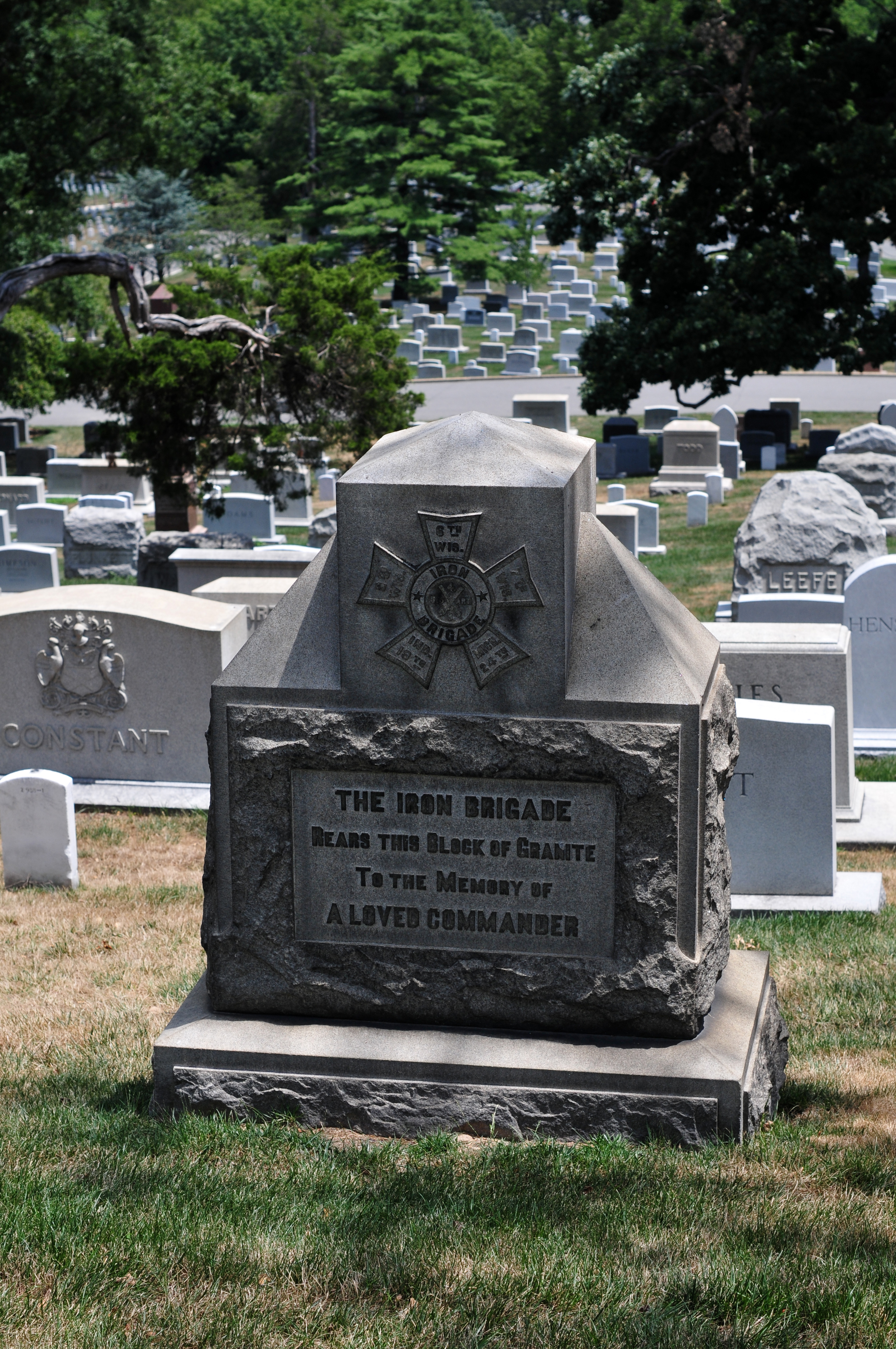
Tombe de John Gibbon au cimetière national d'Arlington.

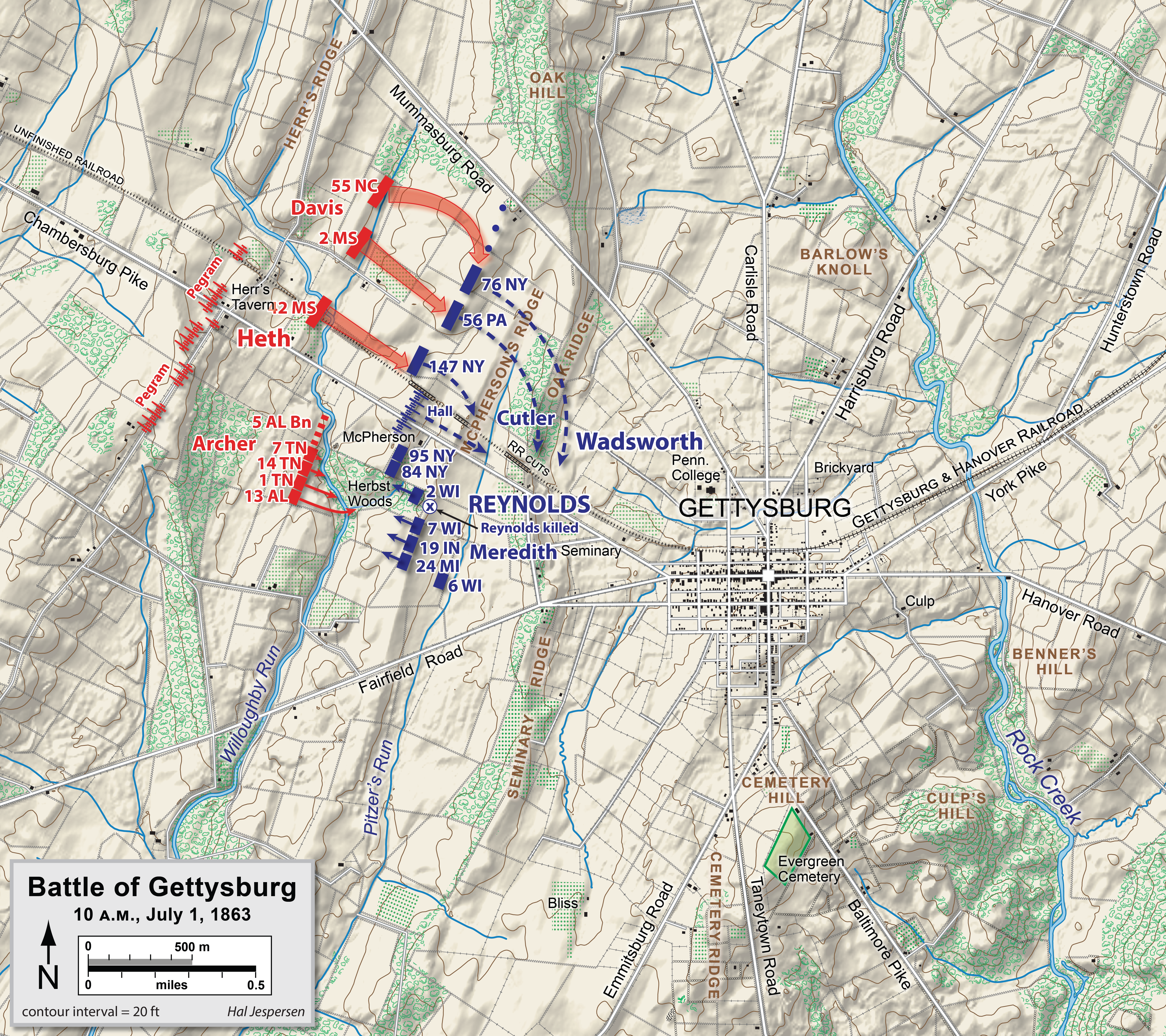
La brigade de fer prête pour la bataille, à Gettysburg, ancrée sur le flanc sud de l'armée de l'Union, 10:00-10:45 a.m., le premier jour.

## Histoire de la brigade

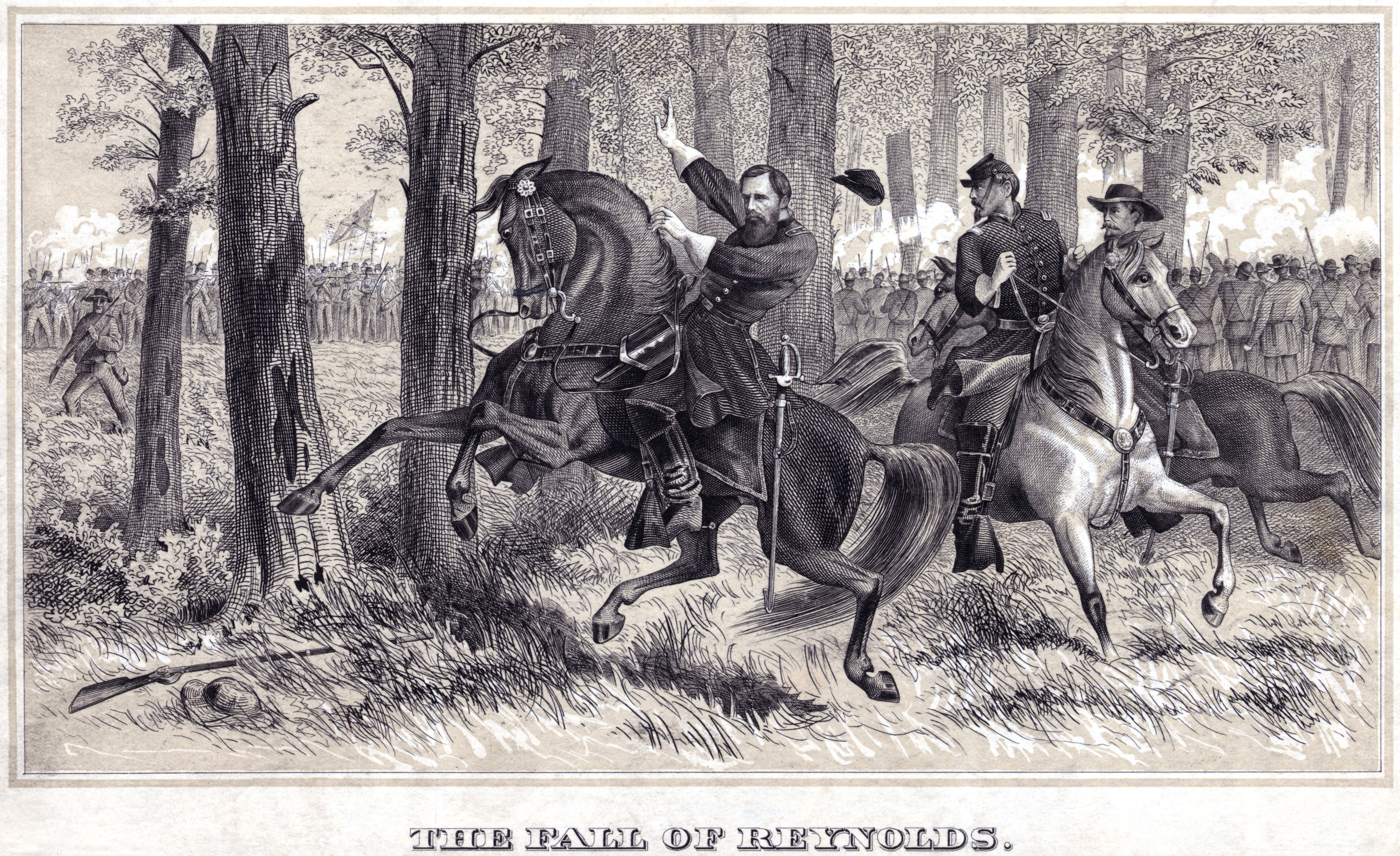
Mort du général John F. Reynolds alors qu'il supervise le déploiement de la brigade de fer tôt le premier jour de la bataille de Gettysburg.

L'unité qui sera finalement connue comme la brigade de fer est activée le 1er octobre 1861, à l'arrivée à Washington, D.C., du 7th Wisconsin. Elle est regroupée en une brigade avec le 2nd, le 6th Wisconsin et le 19th Indiana, sous le commandement du brigadier général Rufus King et est initialement connue sous le nom de brigade du Wisconsin de King. Le gouverneur du Wisconsin, Alexander Randall, avait espéré voir une brigade entièrement composée d'unité du Wisconsin, mais l'armée fruste involontairement ses plans en transférant le 5th Wisconsin Infantry de la brigade de King et en y incorporant à la place les Hoosiers,. Cette brigade est initialement désignée comme la troisième brigade de la division du major général Irvin McDowell de l'armée du Potomac, et la troisième brigade du premier corps.
Le Ier corps de McDowell ne rejoint pas le gros des troupes de l'armée du Potomac lors de la campagne de la Péninsule. En juin 1862, il est redésigné IIIe corps de l'armée de Virginie du major général John Pope. Maintenant sous le commandement de John Gibbon, un officier de l'armée régulière de Caroline du Nord qui a choisi de rester au sein de l'Union, la brigade de King est désignée comme la quatrième brigade de la première division du IIIe corps, et elle participe à son premier combat lors de la campagne de Virginie septentrionale. Pratiquement immédiatement après la défaite de l'Union lors de la seconde bataille de Bull Run, le IIIe corps retourne dans l'armée du Potomac et est redésigné comme le Ier corps, sous le commandement de Joseph Hooker ; la brigade de Gibbon devient la quatrième brigade de la première division du Ier corps.
Le 24th Michigan Infantry rejoint la brigade le 8 octobre 1862 avant la bataille de Fredericksburg en décembre. Le 27 février 1863, la brigade, maintenant sous le commandement du brigadier général Solomon Meredith, est redésignée comme la première brigade de la première division du Ier corps.
Les commandants de la brigade, sans prendre en compte les commandements temporaires, sont :
- Brigadier général Rufus King : 28 septembre 1861 - 6 mai 1862
- Brigadier général John Gibbon : 7 mai 1862 - 4 novembre 1862
- Brigadier général Solomon Meredith : 25 novembre 1862 - 1er juillet 1863 (blessé à Gettysburg)

La brigade de fer perd son statut d'« entièrement de l'ouest » le 16 juillet 1863, à la suite de ses pertes accablantes à Gettysburg, lorsque le 167th Pennsylvania est incorporé dans la brigade. Néanmoins, la brigade qui réunit et comprend les survivants de la brigade de fer, est commandé par :
- Colonel William W. Robinson (du 7th Wisconsin) : 1er juillet 1863 - 25 mars 1864
- Brigadier général Lysander Cutler (6th Wisconsin) : 25 mars 1864 - 6 mai 1864
- Colonel William W. Robinson : 6 mai 1864 - 7 juin 1864
- Brigadier général Edward S. Bragg (6th Wisconsin) : 7 juin 1864 - 10 février 1865
- Colonel John A. Kellogg (6th Wisconsin) : 28 février 1865 - 27 avril 1865
- Colonel Henry A. Morrow (24th Michigan) : 27 avril 1863 - 5 juin 1865

En juin 1865, les unités de la brigade survivante sont séparées et réaffectées à l'armée du Tennessee.
La brigade combat lors des campagnes de la seconde bataille de Bull Run, d'Antetiam, de Fredericksburg, de Chancellorsville, de Gettysburg, de Mine Run, de l'Overland, de Richmond-Petersburg et d'Appomattox.
La brigade tire fierté de sa désignation de « première brigade, première division du Ier corps », sous laquelle il joue un rôle prééminent lors du premier jour de la bataille de Gettysburg le 1er juillet 1863. Il repousse la première offensive confédérée au travers les bois d'Herbst, capturant la plupart de la brigade de James J. Archer et Archer lui-même. Le 6th Wisconsin (aux côtés des 100 hommes de la garde de la brigade) est mémorable pour sa fameuse charge sur une tronçon inachevé de chemin de fer au nord et à l'ouest de la ville, où ils capturent le drapeau du 2nd Mississippi et fait prisonniers des centaines de confédérés.
La brigade de fer, proportionnellement, subit plus de pertes que toute autre brigade dans la guerre de Sécession. Par exemple il y a 61 % (1 153 sur 1 885) de pertes à Gettysburg. De la même façon, le 2nd Wisconsin, qui subit 77 % de pertes à Gettysburg, supporte le troisième plus grand taux au cours de la guerre ; c'est le troisième derrière le 24th Michigan (aussi un régiment de la brigade de fer) et le 1st Minnesota dans les pertes totales à Gettysburg. Le régiment du Michigan perd 397 hommes sur 496; un taux rare de 80 %. Le régiment du 1st Minnesota subit réellement le plus haut pourcentage de pertes de tous les régiments de l'Union lors d'un seul engagement de la guerre de Sécession pendant la bataille de Gettysburg, perdant 216 hommes sur 262 (82 %)[citation nécessaire].
Le dernier membre survivant de la brigade de fer, Josiah E. Cass, d'Eau Claire au Wisconsin, meurt le 2 décembre 1947 à l'âge de 100 ans d'une fracture de la hanche à la suite d'une chute.

## Autres brigades de l'armée de l'Union
Il y a d'autres brigades connues sous ce même nom. L'utilisation du nom de « brigade de fer » n'est pas prise à la légère dans l'armée américaine, et les unités actuelles qui ont « brigade de fer » comme surnom s'en sont montrées dignes au cours de bataille.
Une autre brigade de l'armée du Potomac est connue précédemment comme la brigade de fer, et plus comme la brigade de fer de l'Est ou la « première brigade de fer », pour éviter une confusion. Cette unité est la première brigade de la première division du Ier corps, avec que la brigade de Meredith obtient cette désignation. Elle comprend le 22nd New York Infantry, le 24th New York Infantry, le 30th New York Infantry, le 14th Regiment (New York State Militia), et le 2nd U.S. Sharpshooters. Bien que cette brigade de fer de l'est sert dans la même division d'infanterie que la brigade de fer l'ouest, l'attention de la presse se focalisa en premier sur la dernière. La plupart des régiments de l'est quittent le service actif avant la bataille de Gettysburg, où les régiments restants de la brigade de fer de l'est et la brigade de fer de l'ouest ont sans doute obtenu leur plus grande gloire.
Une étude universitaire récente identifie deux autres brigades mentionnées par leurs membres ou d'autres membres comme la « brigade de fer » :
- 3rd Brigade, 1st Division, IIIe corps (17th Maine, 3rd Michigan, 5th Michigan, 1st, 37th, et 101st New York)
- Brigade de Reno lors de l'expédition de Caroline du Nord (21st et 35th Massachusetts, 51st Pennsylvania, et 51st New York)

## Armée confédérée - brigade de fer de Shelby
La brigade de fer de Shelby est une brigade de cavalerie confédérée aussi connue comme la « brigade de fer du Missouri ». La brigade de fer confédérée fait partie de la division commandée par le brigadier général Joseph O. "Jo" Shelby dans l'armée de l'Arkansas et combat lors de l'expédition du Missouri du major général Sterling Price en 1864.

## Brigades de fer modernes de l'U.S. Army
La 2nd Brigade de l'U.S. Army de la 1st Armored Division porte le surnom de brigade de fer depuis 1985 et était précédemment appelée la brigade des « chapeaux noirs ».
La 3rd Brigade Combat Team, 1st Infantry Division est connue comme la brigade de fer pour ses formations en 1917 au cours de la première guerre mondiale, de la seconde guerre mondiale, et du Vietnam, jusqu'au début des années 2000, pour des raisons qui restent obscures, le nom change pour la brigade Duke. L'insigne de l'unité était une croix de fer dans un triangle change aussi.
La 3rd brigade de la 4th Infantry Division est aussi connue comme la brigade de fer. L'insigne est similaire aux médailles données aux vétérans des brigades de fer de l'ouest et de l'est de l'armée du Potomac.
La 1st Heavy Brigade Combat Team de la 2nd Infantry Division est connue aussi comme la brigade de fer. Située au camp Casey (Corée du Sud), la brigade a un rôle critique dans la dissuasion militaire en Corée.
La 2nd brigade de la 3rd Armored Division (Spearhead), anciennement stationnée à Coleman Kaserne à Gelnhausen, Allemagne.
La 157th Maneuver Enhancement Brigade, aussi connue comme la brigade de fer, est basée à l'extérieur de Milwaukee au Wisconsin. Elle est précédemment connue comme la 57th Field Artillery Brigade (brigade d'artillerie de campagne), où à cette époque ses unités subordonnées comprennent le 1st Battalion du 126th Field Artillery Regiment et le 1st Battalion du 121st Field Artillery Regiment de la garde nationale du Wisconsin, plus le 1st Battalion du 182nd Field Artillery Regiment de la garde nationale du Michigan. À ne pas confondre avec la fameuse « brigade de fer » de la guerre de Sécession, la 57th Field Artillery Brigade est également connue sous le nom de « brigade de fer », un surnom traditionnellement donné aux unités d'artillerie d'élite lors de la guerre de Sécession. C'est pendant la première guerre mondiale que la 57th Field Artillery Brigade gagne son surnom en passant beaucoup d'heures sur le front et tirant plus d'obus que toute autre brigade  d'artillerie de l'armée américaine.
La 32nd Infantry Division est une division d'infanterie de la Garde nationale des États-Unis qui combat essentiellement lors de la Première et de la Seconde Guerre mondiale. Elle est formée à partir d'unités de l'État du Wisconsin et du Michigan. Avec des racines comme la brigade de fer de la guerre de Sécession, les unités héritières de la division sont appelées la division de la mâchoire de fer.
Le nom de « brigade de fer » a aussi été utilisé pour décrire la ligne d'attaque de l'équipe de football de l'Université du Wisconsin Badger. La ligne est connue pour sa taille, sa force et son dévouement pour protéger le champ arrière. Les Badgers jouent au stade de Camp Randall, un site utilisé pour entraîner les volontaires pendant la guerre de Sécession.